# Ильин (лунный кратер)
Кратер Ильин (лат. Ilʹin) — небольшой ударный кратер в северо-западной части Моря Восточного на обратной стороне Луны. Название присвоено в честь одного из пионеров ракетной техники, начальника Газодинамической лаборатории Николая Яковлевича Ильина (1901 — 1937), утверждено Международным астрономическим союзом в 1985 г. 

## Описание кратера
Ближайшими соседями кратера являются кратер Лоуэлл на северо-западе; кратер Маундер на северо-востоке; кратер Гоманн на востоке и кратер Фрайкселл на юго-западе. На западе и севере от кратера Ильин находятся горы Рук. Селенографические координаты центра кратера 17°48′ ю. ш. 97°41′ з. д. / 17,8° ю. ш. 97,68° з. д., диаметр 12,4 км, глубина 2,1 км.
Кратер имеет циркулярную форму с небольшим участком плоского дна и практически не затронут разрушением. Альбедо кратера выше чем у окружающей местности, что характерно для молодых кратеров. Высота вала над окружающей местностью достигает 490 м . 
До получения собственного названия в 1985 г. именовался сателлитным кратером Гоманн T.

## Сателлитные кратеры
Отсутствуют.

## См.также
- Список кратеров на Луне
- Лунный кратер
- Морфологический каталог кратеров Луны
- Планетная номенклатура
- Селенография
- Минералогия Луны
- Геология Луны
- Поздняя тяжёлая бомбардировка